# Vympel (unité)
 (octobre 2023).
La mise en forme du texte ne suit pas les recommandations de Wikipédia : il faut le « wikifier ».
Les points d'amélioration suivants sont les cas les plus fréquents. Le détail des points à revoir est peut-être précisé sur la page de discussion.
- Les titres sont pré-formatés par le logiciel. Ils ne sont ni en capitales, ni en gras.
- Le texte ne doit pas être écrit en capitales (les noms de famille non plus), ni en gras, ni en italique, ni en « petit »…
- Le gras n'est utilisé que pour surligner le titre de l'article dans l'introduction, une seule fois.
- L'italique est rarement utilisé : mots en langue étrangère, titres d'œuvres, noms de bateaux, etc.
- Les citations ne sont pas en italique mais en corps de texte normal. Elles sont entourées par des guillemets français : « et ».
- Les listes à puces sont à éviter, des paragraphes rédigés étant largement préférés. Les tableaux sont à réserver à la présentation de données structurées (résultats, etc.).
- Les appels de note de bas de page (petits chiffres en exposant, introduits par l'outil «  Source ») sont à placer entre la fin de phrase et le point final[comme ça].
- Les liens internes (vers d'autres articles de Wikipédia) sont à choisir avec parcimonie. Créez des liens vers des articles approfondissant le sujet. Les termes génériques sans rapport avec le sujet sont à éviter, ainsi que les répétitions de liens vers un même terme.
- Les liens externes sont à placer uniquement dans une section « Liens externes », à la fin de l'article. Ces liens sont à choisir avec parcimonie suivant les règles définies. Si un lien sert de source à l'article, son insertion dans le texte est à faire par les notes de bas de page.
- La présentation des références doit suivre les conventions bibliographiques. Il est recommandé d'utiliser les modèles {{Ouvrage}}, {{Chapitre}}, {{Article}}, {{Lien web}} et/ou {{Bibliographie}}. Le mode d'édition visuel peut mettre en forme automatiquement les références.
- Insérer une infobox (cadre d'informations à droite) n'est pas obligatoire pour parachever la mise en page.

Pour une aide détaillée, merci de consulter Aide:Wikification.
Si vous pensez que ces points ont été résolus, vous pouvez retirer ce bandeau et améliorer la mise en forme d'un autre article.
La direction « V » du Centre d'intervention spécial du FSB (en russe : Управле́ние «В» Це́нтра специа́льного назначе́ния Федера́льной слу́жбы безопа́сности Росси́йской Федера́ции), souvent désignée par le nom Spetsgruppa « V » Vympel (Vympel signifiant pennon en russe, emprunt à l'allemand "Wimpel" de même signification), anciennement direction « V » du KGB, ou groupe Véga, est une unité d'élite des forces spéciales russes, agissant sous le commandement du FSB.
La Vympel est l'unité jumelle du Spetsgruppa "A" (groupe Alpha), une autre unité du FSB.

## Origines

### KUOS
Compte tenu du fait que la majeure partie des entraînements à l'académie du KGB s'effectuaient en habit civil et relevaient de l'espionnage et/ou du contre-espionage, la première direction générale du KGB créa en 1955 les « Cours de développement des compétences pour officiers » (en russe : Курсы усовершенствования офицерского состава (КУОС), acronyme latin KUOS) – un cadre d'entraînement ayant pour but de former les officiers généralistes du KGB aux tactiques de guérilla pour mener à bien des opérations extérieures clandestines ou pour servir de cadres et de colonne vertébrale pour la formation d'unités de partisans en cas d'invasion par une puissance étrangère.
En 1966, ces cours furent retirés du cursus de la première direction générale et regroupés dans un centre de formation indépendant jouxtant le centre de formation des troupes frontalières soviétiques (l'armée privée du KGB) à Golitsyno, dans l'oblast de Moscou. Les diplômés de la KUOS reçurent leur baptême du feu en 1968, lors du Printemps de Prague. Un an plus tard, la KUOS fut intégrée au programme d'études de l'Académie du KGB - dans un premier temps, sous la forme d'un cours de trois mois. En 1970, la KUOS fut de nouveau transférée vers de nouveaux locaux, à Balachikha, le poste de son directeur fut élevé du grade de major/capitaine de 2e rang du KGB à celui de colonel/capitaine de 1er rang du KGB et la durée de la formation fut portée à sept mois.

### Zenit
L'objectif principal du centre KUOS était d'entraîner les cadets de l'Académie du KGB au combat régulier et irrégulier dans le cadre du programme d'études de l'établissement. Son objectif secondaire était de créer un groupe d'intervention sur mesure avec les cadets se trouvant à un stade avancé de leur formation en cas de montée des tensions dans une région spécifique. L'opération Chtorm-333, qui a acquis un statut légendaire en Russie, en constitue un exemple éclatant. Le groupe d'opérations spéciales Zenith était constitué des cadres du KUOS pour participer à la liquidation du leader afghan Hafizullah Amin, aux côtés de l'équipe Grom (en russe : Гром, signifiant littéralement « tonnerre ») du groupe Alpha du KGB. Le groupe de travail Zenit (en russe : Зенит, Zenit, signifiant littéralement « zénith ») était dirigé par le directeur de la KUOS en personne, le colonel Grigori Boïarinov (qui était responsable de la KUOS depuis que celle-ci était devenue une structure autonome en 1969). Hafizullah Amin, ayant commandité l'assassinat de son prédécesseur Nour Mohammad Taraki à la suite de son arrivée au pouvoir et craignant d'en être chassé de la même manière, demanda au gouvernement soviétique d'assurer sa protection rapprochée. Les effectifs combinés des contingents Grom et Zenit du KGB furent affectés à cette mission, portant des uniformes non identifiés de l'armée afghane. Un peu plus tard, lorsque les dirigeants soviétiques réévaluèrent la gravité de la situation et déclenchèrent une intervention militaire, la double casquette de ces officiers du KGB - agents de renseignement ayant reçu un entraînement au combat avancé - et leur déploiement au sein du palais présidentiel les rendait indispensables en matière de collecte d'informations sur les actions des dirigeants afghans. Ce furent eux qui menèrent l'assaut sur la résidence, ouvrant la voie au « bataillon musulman » (154e Force autonome d'opérations spéciales) des Spetsnaz du GRU. Le colonel Boïarinov fut tué au cours des combats, de même que cinq agents des unités Grom et Zenit. Chtorm-333 constitue l'un des rares exemples d'opérations menées de concert par le Spetsnaz du KGB et de Spetsnaz du GRU.

### Kaskad et Oméga
Après l'invasion de la République populaire afghane par les forces soviétiques en juillet 1980, le KGB ordonna à la KUOS de former une autre force d'opérations spéciales, « Kaskad ». De juillet 1980 à avril 1983, la Kaskad effectua quatre rotations en Afghanistan, de composition et de durée différentes, de sorte que les quatre groupes de travail sont simplement connus sous les noms de Kaskad-1 (6 mois), Kaskad-2 (6 mois), Kaskad-3 (9 mois) et Kaskad-4 (12 mois). Contrairement à la CIA, le KGB opérait à la fois dans le domaine du renseignement et dans celui du contre-espionnage. Ainsi, contrairement au groupe opérationnel Zenith, qui était adapté à un certain type d'opérations et se concentrait sur la collecte de renseignements, les groupes opérationnels Kaskad étaient conçus pour épauler les agents de contre-espionnage du KGB sur le théâtre des opérations, réprimer les activités clandestines dans les villes et traquer les agents des services étrangers à travers tout le pays. En outre, ces groupes opérationnels avaient pour mission de sélectionner, de former et d'encadrer des groupes d'Afghans qui prendraient le relais une fois la Kaskad rapatrié en Union soviétique et dissous. En avril 1983, le Kaskad-4 fut remplacé par le groupe d'opérations spéciales Oméga, dont les tâches étaient identiques à celles des équipes de la Kaskad. Le nom de ce groupe opérationnel (la dernière lettre de l'alphabet grec) indiquait qu'il s'agissait de la dernière unité de ce type déployée en Afghanistan. Oméga était composée de 9 groupes d'opérations spéciales mobiles (8 d'entre eux étant déployés à l'intérieur des terres, le neuvième groupe étant déployé au sein du QG de l'unité, à Kaboul). Ce groupe de travail paracheva la création d'unités [afghanes] locales au sein du service afghan de contre-espionnage KAM et du bataillon d'opérations spéciales de ce dernier. Tout ceci avait pour but de confier les missions des agents du KGB déployés sur place au KAM.

## Formation
La Vympel s'inscrit dans la lignée commune de Zénith, Kaskad et Oméga. Le 19 août 1981, lors d'une réunion confidentielle, le gouvernement soviétique prit la décision de créer un groupe d'opérations spéciales permanent au sein de la Première direction du KGB. Le nouveau groupe fut formé à partir des cadres de Zénith, Kaskad-1 et Kaskad-2, ceci afin de conserver le niveau de compétence des agents ainsi que les enseignements tirés de la guerre irrégulière en Afghanistan.
Le fondateur et premier commandant de la Vympel fut le capitaine de 1er rang Ewald Kozlov, diplômé de l'école d'officiers de marine de Bakou, qui avait précédemment servi dans la flotte du Nord et la flottille de la Caspienne. En 1968, il intégra l'Académie militaire soviétique, puis l'Académie diplomatique militaire (l'établissement de formation du GRU), dont il sortit diplômé en 1970. Dans la foulée, Kozlov passa des forces armées soviétiques au KGB, où il intégra le département "S" de la première direction générale (chargée des opérations illégales à l'étranger). En 1972, il devint instructeur au KUOS. En 1979, il fut déployé avec la force Zénith en Afghanistan. À son retour en Union soviétique, il prit la tête du KUOS, poste laissé vacant à la suite de la mort du colonel Boïarinov lors de l'opération Chtorm-333. Nommé premier commandant de la Vympel, il fut remplacé en 1985 et promu à l'état-major de la première direction générale.
Avec sa création, le groupe d'opérations spéciales Vympel fut placé sous le commandement du département "S" de la Première direction générale - le service clandestin du KGB à l'étranger sous le nom de code de Centre d'entraînement indépendant. Les missions de cette nouvelle unité recouvraient notamment la collecte de renseignements à l'arrière des troupes ennemies, le renseignement d'origine humaine les opérations de diversion et assaut des points stratégiques du dispositif ennemi, la saisie des navires de surface et des sous-marins ennemis, la sécurisation des missions diplomatiques soviétiques à l'étranger, ainsi que la lutte contre les organisations terroristes. 
L'unité a été créée en 1981 par le général de division du KGB Iouri Drozdov au sein de la première direction générale du KGB, en tant qu'unité spetsnaz spécialisée dans la pénétration en profondeur, le sabotage, l'action directe et secrète à n'importe quel endroit du globe, la protection des ambassades soviétiques et l'activation de cellules de renseignement clandestines en cas de guerre. La plupart des agents de la Vympel maîtrisaient deux ou trois langues étrangères car ils étaient formés à agir dans des pays étrangers, loin derrière les lignes ennemies. La Vympel avait pour mission d'assassiner les hauts dirigeants des États ennemis et de détruire les infrastructures stratégiques au cours de la "période initiale de la guerre", lorsque le déclenchement d'un affrontement armé entre les deux superpuissances se serait avérée inévitable.
La Vympel acquit rapidement la réputation d'être l'une des meilleures unités des forces spéciales soviétiques, surpassant ses homologues du GRU et du MVD. Néanmoins, après l'effondrement de l'URSS, la Vympel fut réduite à peau de chagrin par d'incessantes réorganisations et redéfinitions. Elle passa sous l'égide du ministère de la Sécurité avant d'être transférée au GUO (les deux institutions étaient des rejetons éphémères de l'ex-KGB pendant l'ère Eltsine) et finalement au MVD (ministère de l'Intérieur russe). Cependant, la militsia n'avait pas besoin d'une telle unité. La plupart des agents de la Vympel ne supportèrent pas l'humiliation d'être subordonnés à la police et démissionnèrent : sur 278 officiers, seuls 57 choisirent de rester au sein du MVD. L'unité fut rebaptisée "Véga".
En 1995, le Centre d'opérations spéciales du FSB s'est vu confier le contrôle de la Vympel. Le groupe reprit son nom d'origine et fut réintégré dans les structures de renseignement. Depuis lors, l'accent n'est plus mis sur les opérations de sabotage secrètes et clandestines, mais sur la lutte anti-terroriste et l'application des règles de sécurité nucléaire. Les agents de la Vympel suivent une formation spéciale concernant les engins explosifs improvisés ou spéciaux, ce qui leur permet d'utiliser des tactiques "terroristes" pour mener à bien leurs opérations. L'entraînement physique comprend le combat à mains nues, le parachutisme, la plongée, les techniques de combat sous-marin, l'escalade et les techniques de cordes alpines. Des groupes régionaux de la Vympel ont été déployés dans des villes abritant des installations nucléaires particulièrement importantes.
La Vympel, dont le nom n'est que l'abréviation de la direction В (V en russe cyrillique) du FSB de la fédération de Russie, est toujours une unité classifiée et secrète. Elle a pris part aux campagnes russes lors de la première guerre de Tchétchénie ainsi qu'à la prise d'assaut du bâtiment du Soviet suprême lors de la crise constitutionnelle russe de 1993. Ses opérations et activités actuelles sont mal connues, à l'exception de la capture du chef terroriste tchétchène Salman Radouïev, réalisée en mars 2000, et de l'assaut contre l'école de Beslan, mené en septembre 2004.
Vadim Krasikov, qui figure sur la liste des suspects dans le meurtre d'un homme d'affaires russe à Moscou en 2013 et reconnu coupable du meurtre de Zelimkhan Khangochvili, est - selon les enquêtes de Bellingcat - considéré comme un membre ou un ancien membre de la Vympel.